# Elektrownia Wiatrowa Wiżajny
Elektrownia Wiatrowa Wiżajny — elektrownia wiatrowa w Wiżajnach, na Rowelskiej Górze, w powiecie suwalskim.

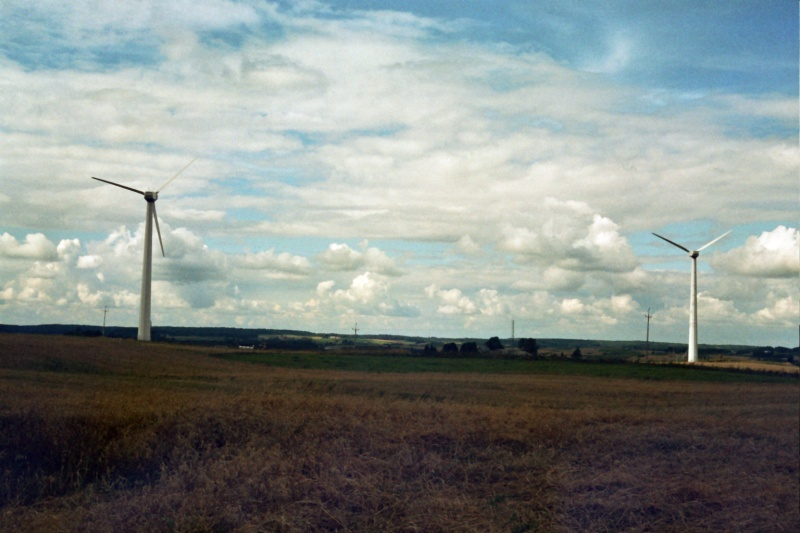
Elektrownia Wiatrowa Wiżajny

## Historia
Farma wiatrowa Wiżajny składa się właściwie z dwóch sąsiadujących ze sobą farm wiatrowych. Inwestorami są 2 spółki: Ekowiatr i Pędziwiatr Sp. z o.o.. Inwestycja zlokalizowana jest w pobliżu Wiżajn z powodu korzystnych warunków atmosferycznych - średnioroczna prędkość wiatru w tej okolicy wynosi ok. 7 m/s. Koncesję na dostarczanie energii elektrycznej otrzymała ona w październiku 2004.

## Dane techniczne
Do chwili obecnej wybudowano na Rowelskiej Górze sześć turbin wiatrowych o mocy 300 kW każda. Łączna moc elektryczna to 1,8 MW.
Pozyskana energia przesyłana jest do sieci energetycznej Zakładu Energetycznego Białystok S.A.